# Erotic Poetry
Erotic Poetry este primul extended play al lui Esham A. Smith. Lansat în 1991, este al doilea material discografic al rapperului, după Boomin' Words from Hell.

## Ordinea pieselor pe disc
| Nr.             | Titlu           | Lungime |  |
| 1.              | „Erotic Poetry” | 5:07    |  |
| 2.              | „The Jaw Bone!” | 4:00    |  |
| 3.              | „The Real Feel” | 4:00    |  |
| 4.              | „Pleaze”        | 4:00    |  |
| Lungime totală: | Lungime totală: | 17:07   |  |